# Flowton
Flowton är en by (village) och en civil parish i Mid Suffolk, Suffolk i östra England, Orten har 103 invånare (2001). Den har en kyrka.